# Orde del Mèrit Agrari, Pesquer i Alimentari
L'Orde del Mèrit Agrari, Pesquer i Alimentari és una distinció civil espanyola que premia a les persones i entitats per la seva destacada actuació a favor dels sectors agrari, pesquer i alimentari en qualsevol de les seves manifestacions. Aquesta recompensa és regulada pel Reial decret 421/1987, di 27 de febrer, pel qual es crea l'Orde del Mèrit Agrari, Pesquer i Alimentari (Butlletí Oficial de l'Estat de 30 de març de 1987). El Reial decret es completa amb l'Ordre del Ministeri d'Agricultura, Pesca i Alimentació de 15 d'abril de 1987 que estableix el seu reglament. L'Orde del Mèrit Agrari, Pesquer i Alimentari posseeix medalles i plaques, i està dividida en tres seccions: Mèrit Agrari, mèrit pesquer i mèrit alimentari.
Les medalles, concedides per seccions, distingeixen a persones físiques. La Medalla de l'Orde del Mèrit Agrari, Pesquer i Alimentari en cadascuna de les seves tres seccions posseeix les següents categories:
- Gran Creu: Aquesta categoria pot lliurar-se per a les tres seccions de forma conjunta.
- Encomana de Nombre
- Encomana
- Creu d'Oficial
- Creu
- Medalla de Bronze

Les plaques, també atorgades per seccions, que estan destinades a institucions, persones jurídiques tant públiques com a privades. En el cas de les plaques existeix la possibilitat de lliurar-la per a les tres seccions de forma conjunta. Tenen les següents modalitats:
- Placa d'Or
- Placa de Plata
- Placa de Bronze